# Oreana
Oreana és una població dels Estats Units a l'estat d'Illinois. Segons el cens del 2000 tenia 892 habitants.

## Demografia
Segons el cens del 2000, Oreana tenia 892 habitants, 343 habitatges, i 267 famílies. La densitat de població era de 688,8 habitants/km².
Dels 343 habitatges en un 33,2% hi vivien nens de menys de 18 anys, en un 68,2% hi vivien parelles casades, en un 6,7% dones solteres, i en un 21,9% no eren unitats familiars. En el 20,1% dels habitatges hi vivien persones soles el 7,3% de les quals corresponia a persones de 65 anys o més que vivien soles. El nombre mitjà de persones vivint en cada habitatge era de 2,6 i el nombre mitjà de persones que vivien en cada família era de 3.
Per edats la població es repartia de la següent manera: un 25,6% tenia menys de 18 anys, un 7,4% entre 18 i 24, un 29,3% entre 25 i 44, un 26,1% de 45 a 60 i un 11,7% 65 anys o més.
L'edat mediana era de 39 anys. Per cada 100 dones de 18 o més anys hi havia 97 homes.
La renda mediana per habitatge era de 51.339 $ i la renda mediana per família de 58.229 $. Els homes tenien una renda mediana de 45.000 $ mentre que les dones 21.118 $. La renda per capita de la població era de 20.133 $. Aproximadament l'1,4% de les famílies i el 2,8% de la població estaven per davall del llindar de pobresa.

## Poblacions més properes
El següent diagrama mostra les poblacions més properes.